# Merodontina bellicosa
Merodontina bellicosa är en tvåvingeart som beskrevs av Scarbrough och Luis Miguel Constantino 2005. Merodontina bellicosa ingår i släktet Merodontina och familjen rovflugor.
Artens utbredningsområde är Vietnam. Inga underarter finns listade i Catalogue of Life.